# Timonius
Timonius es un género con 202 especies de plantas con flores perteneciente a la familia Rubiaceae.

## Especies seleccionadas
- Timonius acuminatus
- Timonius affinis
- Timonius albus
- Timonius amboinicus
- Timonius amungwiwanensis
- Timonius anodon
- Timonius appendiculatus

## Sinonimia
- Abbottia, Burneya, Eupyrena, Heliospora, Helospora, Polyphragmon, Porocarpus